# Famke Louise
Famke Jantina Louise Meijer (Amsterdam, 9 december 1998), bekend onder haar artiestennaam Famke Louise (uitspr.: /ˈfɛmkə/), is een Nederlands vlogger en zangeres. Ze heeft sinds februari 2016 een YouTube-kanaal over schoonheid en mode. Eind 2017 behaalde ze hits met de nummers Op me monnie en Vroom.

## Carrière

### YouTube
In februari 2016 startte Meijer haar YouTube-kanaal, onder haar artiestennaam FamkeLouise. Hierop plaatste ze oorspronkelijk filmpjes waarin ze grappen uithaalde bij haar vrienden. De grappen vielen bij de meeste kijkers niet in de smaak, omdat er ook nagemaakte grappen te zien waren. Hierna maakte Meijer video's over schoonheid en mode, begon ze met vloggen en plaatste ze vanaf eind 2017 haar muziekclips op haar kanaal. In oktober 2018 verwijderde Meijer, op haar muziekvideo's na, al haar ruim 200 video's. Sindsdien plaatst ze alleen haar muziek en sporadisch vlogs op dit kanaal. In april 2019 had ze ruim 356 duizend abonnees op haar YouTube-kanaal.

### Televisie en film
In 2017 verscheen Meijer in het RTL 5-programma Models in Paris: het echte leven. Meijer was het gehele seizoen te zien en hield hieraan meerdere fotosessies over.
In 2018 was Meijer een van de deelnemers van het negentiende seizoen van het RTL 5-programma Expeditie Robinson, ze viel als tweede af en eindigde op de 20e plaats. Tevens was ze dat jaar te zien in de spelprogramma's De Jongens tegen de Meisjes van RTL 4 en Het Jachtseizoen van StukTV. In november 2018 ging een documentaireserie over Meijer onder de naam Famke Louise in première in het Tuschinski Theater in Amsterdam. De serie verscheen na de première exclusief op Videoland en bestond uit vier afleveringen.
In 2019 werd Meijer door Elise Schaap gepersifleerd in het televisieprogramma De TV Kantine, in dezelfde aflevering had Meijer een gastrol als zichzelf waarin ze met haar persiflage optrad. Datzelfde jaar was Meijer de hoofdgast in Van der Vorst ziet sterren en gast-jurylid in Holland's Next Top Model. Tevens maakte ze haar acteerdebuut in de korte film Hitte die als voorfilm diende voor alle Cineville-bioscopen.
In 2020 keerde Meijer terug met een documentaire op Videoland, ditmaal met Bont Girl. Datzelfde jaar deed zij mee aan het televisieprogramma The Masked Singer van RTL 4 als de Aap en verscheen haar derde documentaireserie op Videoland onder de naam Famke Next.
In oktober 2022 nam Meijer deel aan De Verraders Halloween, exclusief te zien op Videoland. In het voorjaar van 2024 was Meijer een van de deelnemers aan het Videoland-programma Echte meisjes in de jungle.

### Muziek
Op 17 november 2017 bracht Meijer haar eerste single Op me monnie uit. Ze kreeg veel negatieve reacties op de single met als gevolg dat ze verschillende keren in het nieuws verscheen en meerdere noteringen op hitlijsten behaalde. In de maanden hierna bracht ze de singles Vroom (samen met Bokoesam) en Lit (samen met LouiVos) uit.
In maart 2018 bracht Meijer samen met Ronnie Flex de single Fan uit, de single bereikte een miljoen weergaven binnen één dag en behaalde de eerste plaats van de Single Top 100 en de Mega Top 50. In april 2018 bracht Meijer samen met Bokoesam en Esko de single Evoluatie uit, deze stond ook op Esko's album Beats By Esko. In de maanden die volgden bracht Meijer de solosingles High, Slangen en Zonder jou uit. De laatstgenoemde bracht ze uit naar aanleiding van een verbroken relatie.
In de zomer van 2018 bracht ze de singles Wine Slow (samen met Idaly, Ronnie Flex en Bizzey), Ben je down? (samen met Jayh en Badd Dimes) en Slide (samen met Caza) uit. In oktober 2018 maakte Meijer met Latifah de single Bad bitch uit Almere dat diende als de titelsong voor haar documentaire Famke Louise, het nummer werd hier buiten nooit officieel uitgebracht. In het najaar van 2018 brak Meijer met haar management bestaande uit Bizzey, JayJay Boske en Pearl omdat ze naar eigen zeggen haar eigen management wilde gaan regelen. In november 2018 sloot Meijer zich echter aan bij managementkantoor SPEC van Ali B en zijn vrouw.
In maart 2019 sloot Meijer zich eveneens aan bij Ali B's platenlabel TRIFECTA, diezelfde maand bracht ze haar eerste nummer Derrière bij dit label uit. In het najaar van 2019 had Meijer haar eerste soloconcert in het Amsterdamse Paradiso. In september 2020 brak Meijer met haar manager Ali B en met SPEC. In november 2020 bracht Meijer haar debuutalbum NEXT uit, deze behaalde de 64e plek in de Nederlandse Album Top 100.
Na zich bijna twee jaar teruggetrokken te hebben om zich volledig op haar gezin te kunnen focussen maakte ze in januari 2023 haar terugkeer met haar muzikale carrière door te tekenen bij platenlabel ROQ 'N Rolla. Op 13 januari 2023 bracht ze haar eerste nummer bij dit label uit onder de naam In het donker.

### Kort geding tegen RoddelPraat
In het voorjaar van 2022 spande Meijer een kort geding aan tegen RoddelPraat. Ze kwam met dit kort geding omdat RoddelPraat in een aflevering uitgezonden op 26 januari 2022 een onuitgebracht nummer van haar ten gehore bracht en daarbij beweerde dat ze met dit nummer zou bevestigen dat ze is misbruikt door Ali B, wat volgens haar onjuist is en tevens een inbreuk zou zijn op haar privacy. De rechtszaak vond plaats op 4 maart 2022. De uitspraak van het kort geding vond plaats op 16 maart 2022, Meijer werd in het gelijk gesteld en RoddelPraat moest de bewuste aflevering offline halen, een rectificatie plaatsen en draaide op voor de gemaakte rechtszaakkosten.

## Privé
Meijer werd geboren in Amsterdam en verhuisde op driejarige leeftijd met haar ouders naar Almere waar ze opgroeide. Meijer heeft een broertje. Haar vader overleed toen ze zeventien jaar was.
Tot 2017 had Meijer een relatie met Tim van Teunenbroek, beter bekend als SnapKing. Van medio 2018 tot het voorjaar van 2019 had Meijer een relatie met Ronnie Flex, ze bevestigde dit destijds in hun kerstnummer Alleen door jou.
Op 10 augustus 2021 maakten Meijer en voetballer Denzel Slager hun relatie bekend in de Cosmopolitan, waar zij ook samen op de cover verschenen. Begin 2022 beviel Meijer van hun eerste kind, een zoon.

## Discografie

### Albums
| Jaar | Album | Vlag van Nederland | Vlag van Nederland | Opmerking   |
| Jaar | Album | 100                | weken              | Opmerking   |
| ---- | ----- | ------------------ | ------------------ | ----------- |
| 2020 | NEXT  | 64                 | 1                  | debuutalbum |

### Singles
| Jaar | Act                                                             | Nummer               | Vlag van Nederland | Vlag van Nederland | Opmerkingen                                                             |
| Jaar | Act                                                             | Nummer               | 100                | weken              | Opmerkingen                                                             |
| ---- | --------------------------------------------------------------- | -------------------- | ------------------ | ------------------ | ----------------------------------------------------------------------- |
| 2017 | Famke Louise                                                    | Op me monnie         | 3                  | 10                 | tip 2 in Top 40 / nr. 38 in Mega Top 50 / tip 37 in Vlaamse Ultratop 50 |
| 2017 | Famke Louise met Bokoesam en Yung Felix                         | Vroom                | 7                  | 4                  | tip 6 in Top 40 / tip in Vlaamse Ultratop 50                            |
| 2018 | Famke Louise met LouiVos                                        | Lit                  | 16                 | 2                  | tip in Vlaamse Ultratop 50                                              |
| 2018 | Famke Louise met Ronnie Flex                                    | Fan                  | 1                  | 15                 | nr. 4 in Top 40 / nr. 1 in Mega Top 50 / nr. 48 in Vlaamse Ultratop 50  |
| 2018 | Famke Louise                                                    | High                 | 29                 | 2                  | -                                                                       |
| 2018 | Famke Louise met Bokoesam                                       | Evoluatie            | 52                 | 1                  | staat op het album Beats By Esko van producent Esko                     |
| 2018 | Famke Louise                                                    | Zonder jou           | tip 9              | 2                  | -                                                                       |
| 2018 | Famke Louise                                                    | Slangen              | 23                 | 2                  | tip 18 in Top 40                                                        |
| 2018 | Famke Louise met Ronnie Flex, Idaly en Bizzey                   | Wine Slow (Remix)    | 3                  | 35                 | tip 2 in Top 40 / Tip in Vlaamse Ultratop 50                            |
| 2018 | Famke Louise met Jayh en Badd Dimes                             | Ben je down?         | 20                 | 8                  | tip 4 in Top 40                                                         |
| 2018 | Famke Louise met Caza                                           | Slide                | 6                  | 26                 | tip 2 in Top 40                                                         |
| 2018 | Famke Louise met Latifah                                        | Bad bitch uit Almere | -                  | -                  | titelsong van de documentaire Famke Louise, niet officieel uitgebracht  |
| 2018 | Famke Louise met Ronnie Flex                                    | Alleen door jou      | 3                  | 5                  | nr 15 in Top 40 / nr 7 in Mega Top 50 / Tip in Vlaamse Ultratop 50      |
| 2019 | Famke Louise                                                    | Derrière             | 8                  | 5                  | tip 1 in Top 40                                                         |
| 2019 | Famke Louise met Lauwtje en Poke                                | Boing boing          | 21                 | 6                  | staat op het album Lauws van rapper Lauwtje                             |
| 2019 | Famke Louise met Idaly                                          | Alleen jou           | 55                 | 3                  | staat op het album Idaly van rapper Idaly                               |
| 2019 | Famke Louise                                                    | Boss bitch           | 36                 | 4                  |                                                                         |
| 2019 | Famke Louise met Numidia                                        | Alleen wij           | 25                 | 6                  |                                                                         |
| 2019 | Famke Louise met Jiri11 en Idaly                                | Badgyal              | tip 16             | 1                  |                                                                         |
| 2019 | Famke Louise met Poke                                           | Faka                 | 36                 | 4                  |                                                                         |
| 2019 | Famke Louise                                                    | Powerwoman           | tip 11             | 1                  |                                                                         |
| 2020 | Famke Louise met Afro Bros                                      | Sexy loca            | 66                 | 1                  |                                                                         |
| 2020 | Famke Louise met Numidia                                        | Amira                | tip 10             | 1                  |                                                                         |
| 2020 | Famke Louise                                                    | Jouw moment          | -                  | -                  | geen hitnotering                                                        |
| 2020 | Famke Louise                                                    | Emotieloos           | tip 2              | 4                  |                                                                         |
| 2020 | Famke Louise                                                    | Gister               | -                  | -                  | geen hitnoteringen                                                      |
| 2020 | Famke Louise                                                    | Laten zien           | -                  | -                  | geen hitnoteringen                                                      |
| 2021 | Famke Louise met Qlas & Blacka                                  | Niet simpel          | -                  | -                  | geen hitnoteringen                                                      |
| 2021 | Famke Louise met Architrackz                                    | Elke Position        | -                  | -                  | geen hitnoteringen                                                      |
| 2021 | Famke Louise met Vanessa van Cartier, My Little Puny en Vivaldi | Vieren               | -                  | -                  | finalesong van Drag Race Holland                                        |
| 2023 | Famke Louise                                                    | In het donker        | -                  | -                  | geen hitnotering                                                        |
| 2023 | Famke Louise                                                    | Switch               | -                  | -                  | geen hitnotering                                                        |
| 2023 | Famke Louise                                                    | Money & shine        | -                  | -                  | geen hitnotering                                                        |

### Onderscheidingen
Hieronder een overzicht van de onderscheidingen per nummer. Het jaar verwijst naar het jaar van ontvangen van de onderscheiding.
| Jaar | Nummer            | Status  |
| ---- | ----------------- | ------- |
| 2018 | Op me monnie      | Goud    |
| 2018 | Fan               | Platina |
| 2018 | Wine Slow (Remix) | Platina |
| 2018 | Slide             | Platina |
| 2019 | Boing boing       | Goud    |

## Filmografie

### Televisie
- Models in Paris: het echte leven (2017), realityserie
- Expeditie Robinson (2018), als deelnemer in vier afleveringen
- De Jongens tegen de Meisjes (2018), als deelnemer
- Het Jachtseizoen (2018), als voortvluchtige
- Famke Louise (2018), eigen documentaireserie
- De TV Kantine (2019), gastrol als zichzelf
- Van der Vorst ziet sterren (2019), als hoofdgast
- Chantals Pyjama Party (2019), als hoofdgast
- Holland's Next Top Model (2019), als gastjurylid
- The Big Music Quiz (2019), als deelnemer
- Ik hou van Holland (2019), als deelnemer
- Bont Girl (2020), eigen documentaire
- Meekijken met ... (2020), als presentatrice
- De gevaarlijkste wegen van de wereld (2020), als deelnemer samen met Raven van Dorst
- Wat gebeurde er next?! (2020), als presentatrice
- Ranking the Stars (2020), als panellid[48]
- The Masked Singer (2020), deed mee als de Aap[49]
- Fitness Diaries (2020), realityprogramma[50]
- Famke Next (2020), eigen documentaireserie
- Ali B op volle toeren (2020), met Patricia Paay[51]
- The Passion 2021 (2021), als Barabbas
- Drag Race Holland (2021), als gast jurylid
- Famke & Denzel: een nieuw begin (2021-2022)[52]
- De Verraders Halloween (2022), als deelnemer
- The Roast of Famke Louise (2023), als hoofdgast
- Hunted VIPS (2023), als deelnemer
- Echte meisjes in de jungle (2024), als deelnemer
- Who's that girl? (2024), als hoofdgast
- Open Casa (2025), als hoofdgast met Bridget Maasland, Numidia en Amanda Balk[53]

### Film
- Hitte (2019), als verlegen meisje (korte film)
- De jackpot (2024), als veiling bitch

## Theater
- The Christmas Show: Doornroosje en de Kerstprins (2019), als Fee Fresh[54]

## Prijzen en nominaties
| Jaar | Prijs                  | Categorie                    | Resultaat   | Opmerkingen                            |
| ---- | ---------------------- | ---------------------------- | ----------- | -------------------------------------- |
| 2017 | Hashtag Awards         | Beste New Creator            | Gewonnen    | met het nummer Op me monnie            |
| 2018 | VEED Awards            | Beste Muziek Youtuber        | Gewonnen    | [ 56 ]                                 |
| 2018 | FHM Awards             | Mooiste Social Media Prinses | Gewonnen    | [ 57 ]                                 |
| 2018 | Hashtag Awards         | Beste Video on Demand        | Genomineerd | met de documentaire Famke Louise.      |
| 2018 | Hashtag Awards         | Beste Muziekvideo            | Gewonnen    | met de videoclip van het nummer Slide. |
| 2019 | FunX Music Awards      | Artist of the year - female  | Gewonnen    | [ 60 ]                                 |
| 2020 | The Best Social Awards | Beste Positive Impact        | Gewonnen    | met de documentaire Bont Girl.         |
| 2020 | The Best Social Awards | Beste Lancering              | Gewonnen    | met de documentaire Bont Girl.         |
| 2020 | FunX Music Awards      | Artist of the year - female  | Genomineerd |                                        |
| 2020 | RTL Boulevard Award    | Meest opvallende bericht     | Gewonnen    | [ 62 ]                                 |

## Trivia
- In de beginmaanden van Meijers muziekcarrière werd ze tijdens optredens enkele keren bekogeld met bekers bier en een enkele keer met een glazen fles.[63][64][65][66]
- Rappers Frenna en Boef brachten een remix van het nummer Op me monnie uit, deze behaalde tevens de hitlijsten.[67]
- Meijer maakte in 2018 samen met Arjen Lubach als 1 aprilgrap het nummer Tweede Paasdag voor het televisieprogramma Zondag met Lubach.[68]
- In januari 2019 werd ze uitgeroepen tot dom bontje van 2018, een prijs uitgereikt door de dierenbeschermingsorganisatie Bont voor Dieren.[69] Hierna maakte zij, in 2020, in samenwerking met stichting Bont voor Dieren en het video-on-demandplatform Videoland de documentaire Bont Girl waarin ze de bontindustrie in China ontmaskerde.[13]